# Miles M.20
Майлз M.20 (англ. Miles M.20) — проєкт британського винищувача, розроблений компанією Miles Aircraft на початку Другої світової війни як альтернатива до наявних винищувачів Spitfire і Hurricane на випадок, якщо їх виробництво буде припинено через німецьке вторгнення на Британські острови. Але перебоїв в виробництві згаданих літаків не було, тому проєкт був припинений.

## Історія

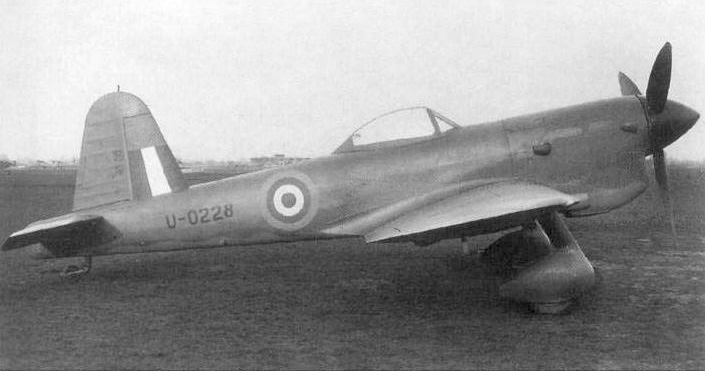
Другий прототип M.20

Від початку проєктування суцільно-дерев'яного M.20 до його першого польоту 15 вересня 1940 року пройшло тільки 65 днів. Така швидкість була продиктована необхідністю — німецька армія з легкістю пройшла крізь Францію і загрожувала вторгненням Британії. В битві за Британію було втрачено багато винищувачів і була ймовірність що виробництво наявних буде припинене. В таких умовах компанія Miles Aircraft запропонувала винищувач з акцентом на швидкість і простоту виробництва, який мав використовувати багато наявних компонентів.
Проєкт було ініціалізовано з дозволу Лорда Бівербрука, міністра авіаційного виробництва, і на проєкт було видано специфікацію F.19/40. Для простоти шасі було фіксованим, всі гідравлічні механізми були вилучені, це дозволило розмістити в крилах 12 кулеметів Browning М1919 з 5000 патронами і 700 літрів пального. Це було майже вдвічі більше ніж в наявних «Спітфаєрів» і «Харрікейнів». Встановлення нового двигуна Rolls-Royce Merlin XX дозволило досягти швидкості 563 км/год не зважаючи на шасі. Окрім цього нова бульбашкова кабіна давала прекрасний огляд.
Проте на момент польоту першого прототипу битва за Британію вже доходила до кінця і Королівські ВПС все ще мали резерв винищувачів, тому проєкт пришвидшували. Зимою 1940 року прототип було пошкоджено коли він викотився за злітну полосу через ожеледицю, що зупинило подальшу розробку.
В 1941 році була видана специфікація N.1/41 на палубний винищувач і Miles знову зацікавились проєктом M.20, навіть було побудовано другий прототип, але після випробувань жодних замовлень так і не надійшло.

## Тактико-технічні характеристики

Дані з Consice Guide to British Aircraft of World War II

### Технічні характеристики
- Екіпаж: 1 особа
- Довжина: 9,17 м
- Висота: 3,81 м
- Розмах крила: 10,54 м
- Площа крила: 21,74 м²
- Маса порожнього: 2663 кг
- Максимальна злітна маса: 3519 кг
- Двигун: Rolls-Royce Merlin XX
- Потужність: 1300 к. с. (969 кВт.)

### Льотні характеристики
- Максимальна швидкість: 563 км/год (на висоті 6280 м.)
- Практична стеля: 9570 м
- Дальність польоту: 1400 км

### Озброєння
- Кулеметне:
  - 12 x 7,7-мм кулеметів в крилі